# Búbal vermell
El búbal vermell (Alcelaphus buselaphus caama) és una subespècie d'artiodàctil de la família dels bòvids. Viu al sud d'Àfrica. En queden més de 130.000 exemplars.